# World Trade Center (Amesterdão)

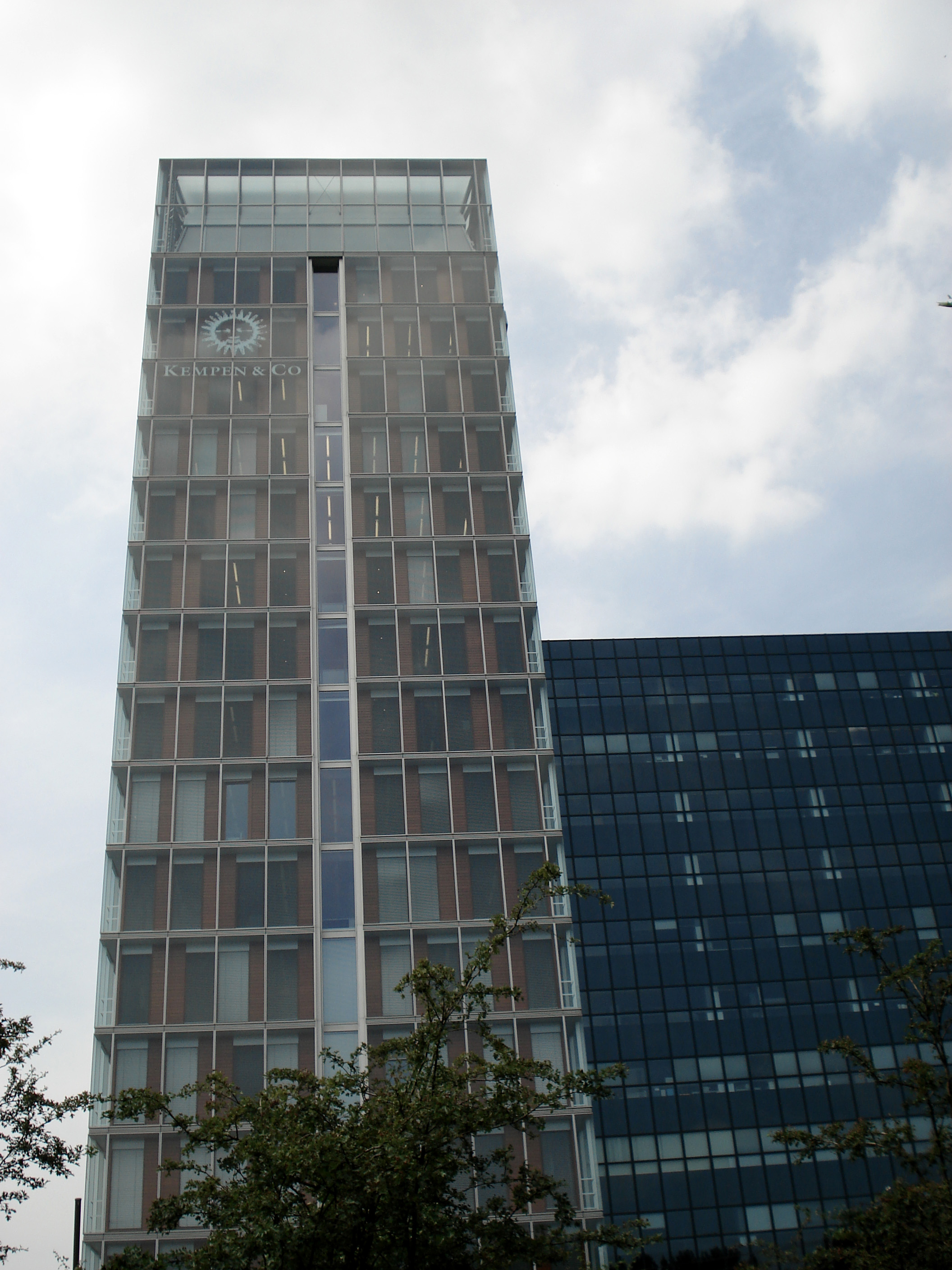

O World Trade Center Amesterdão é um centro comercial localizado em Zuidas, Amesterdão, Holanda. Foi inaugurado oficialmente em 1985 e renovado entre 1998 e 2004. O centro consiste em nove edifícios - rotulados de A a I - com 120.000 m² de escritórios. A Torre H é o edifício mais alto, tem 27 andares e mede 104   m. O centro é membro da International Trade Centers Association.